# Kapitan i jego pirat
Kapitan i jego pirat (ang. The Captain and His Pirate) – niemiecko/somalijski film dokumentalny z 2012 roku w reżyserii Andy’ego Wolffa.

## Opis fabuły
Kapitan i jego pirat opowiada historię niemieckiego kontenerowca Hansa Stavanger, który wraz z załogą został porwany przez piratów u wybrzeży Somalii w kwietniu 2009 roku. Dwie postacie – kapitan żeglugi wielkiej Krzysztof Kotiuk oraz przywódca piratów Ahado relacjonują wydarzenia z dwóch odmiennych perspektyw i ukazują dramat psychologiczny, który miał miejsce podczas porwania i przetrzymywania zakładników. Film koncentruje się na aspekcie psychologicznym dramatu oraz kontrowersyjnej przyjaźni, która nawiązała się pomiędzy kapitanem i piratem.